# امبايكي
امبايكي (بالفرنسية: Mbaïki)‏ هي مدينة تقع في جمهورية أفريقيا الوسطى في لوبايه.[بحاجة لمصدر] يقدر عدد سكانها بـ 25,140 نسمة وترتفع عن سطح البحر 514 متر.